# Cristiano Ronaldo

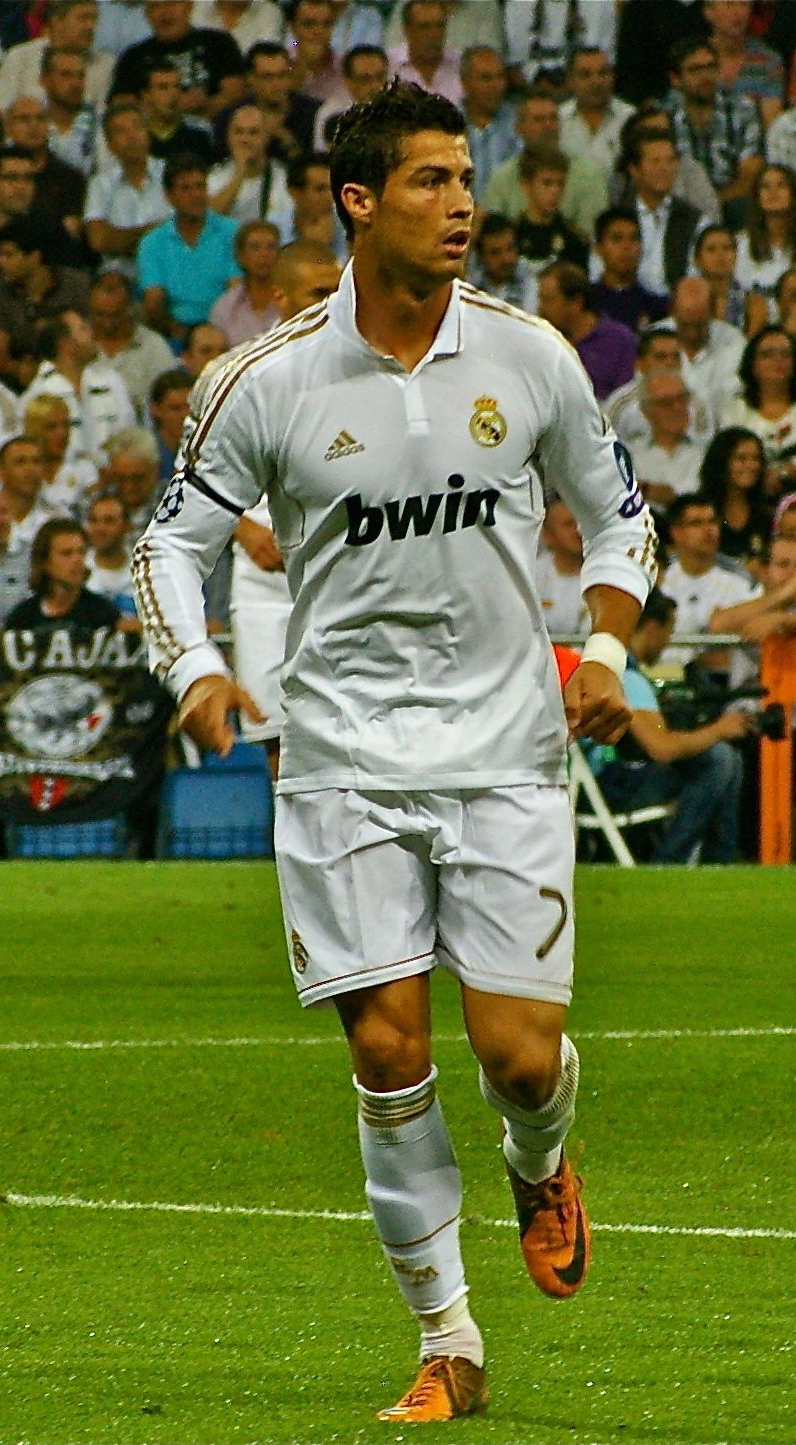
Cristiano Ronaldo i Real Madrid 2011.

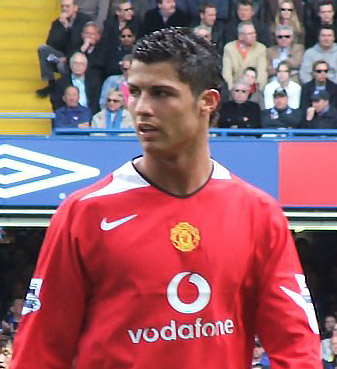
Ronaldo i Manchester United 2006.

Cristiano Ronaldo dos Santos Aveiro, mer känd som bara Cristiano Ronaldo (portugisiskt uttal: [kɾɨʃˈtiɐnu ʁuˈnaɫdu] ( lyssna)) eller sitt smeknamn CR7, född 5 februari 1985 i Funchal på Madeira, är en portugisisk fotbollsspelare som spelar för saudiarabiska Al Nassr och Portugals landslag.
2008 blev han utsedd både till Europas och till världens bästa fotbollsspelare och fick ta emot utmärkelserna Ballon d'Or samt Fifa World Player of the Year Award. Året före hade han belönats med Guldskon efter att ha gjort 42 mål på 49 matcher i Manchester United, där han vann tre Premier League-titlar (2007, 2008 och 2009) samt en Champions League-titel (2008). Ronaldo är sedan maj 2008 lagkapten i det portugisiska landslaget. Han ledde laget till guld vid EM 2016. Ronaldo rankas ofta som en av tidernas bästa fotbollsspelare. 
När Ronaldo i juni 2009 lämnade Manchester United FC och skrev på för Real Madrid blev övergångssumman den dittills högsta som någonsin betalats för en fotbollsspelare – 80 miljoner pund (ca en miljard kronor). Ronaldo gjorde sin debut för klubben den 29 augusti mot Deportivo La Coruña.
I juli 2018 skrev Ronaldo på ett fyraårskontrakt med Juventus. Övergångssumman sägs vara motsvarande drygt 1,1 miljard svenska kronor.
2021 lämnade Ronaldo Juventus och återvände till Manchester United. I slutet av 2022 lämnade han Manchester United och skrev på för saudiarabiska Al Nassr.

## Klubbkarriär

### Tidig karriär
Som åttaåring började Ronaldo spela för amatörlaget CF Andorinha från Funchal. År 1995 köptes han av det större laget CD Nacional, från samma stad. Ronaldos karriär fortsatte sedan i storklubben Sporting Lissabon, i vilken han spelade när han debuterade i den portugisiska ligan år 2002 vid sjutton års ålder.

### Sporting Lissabon
Ronaldo tillhörde från början Sportings ungdomsakademi. Han är den ende spelaren någonsin som spelat för Sportings U16, U17, U18, B-lag och A-lag på en säsong. Han gjorde två mål mot Moreirense FC i sin debutmatch för Sporting, och var samtidigt aktuell för Portugals U17-landslag.
Ronaldo upptäcktes först av Liverpools dåvarande manager Gérard Houllier. Ronaldo var då sexton år gammal, varför klubben slutligen beslöt sig för att inte värva honom, eftersom han var för ung och behövde utvecklas ytterligare som spelare. Sommaren 2003, när Sporting besegrade Manchester United på Estádio José Alvalade i Lissabon, blev Uniteds spelare så imponerade av Ronaldo att de uppmanade Sir Alex Ferguson att värva honom.

### Manchester United
Ronaldo blev Manchester Uniteds första portugisiska spelare någonsin när han kom till klubben den 12 augusti 2003 för 12,24 miljoner pund. Han önskade få nummer 28 på ryggen (samma tröjnummer som han hade haft i Sporting), eftersom han inte ville ha press på sig att leva upp till förväntningarna anknutna till tröjnummer 7, som tidigare hade burits av legender som George Best, Bryan Robson, Eric Cantona och David Beckham. Ferguson insisterade dock att han skulle bära nummer 7.
Ronaldo gjorde sin debut för United då han hoppade in efter 60 spelade minuter i en hemmavinst mot Bolton Wanderers och gjorde Uniteds tusende Premier League-mål den 29 oktober 2005 i en 4–1-förlust mot Middlesbrough. Den 10 april 2007 gjorde han sina två första Champions League-mål i kvartsfinalmatchen mot AS Roma där Manchester United vann med 7–1. Han gjorde sammanlagt 10 mål i samtliga turneringar och blev framröstad till Fifpro Special Young Player of the Year både år 2005 och 2006 av Uniteds fans. Han gjorde sitt femtionde mål i karriären för Manchester United (totalt 23 under säsongen 2006/2007) mot rivalerna Manchester City, då United vann sin första Premier League-titel på fyra år. Ronaldo belönades under året med 14 individuella priser och utmärkelser. Det främsta av dessa var att han blev framröstad till ligans bästa spelare, vilket han återigen utsågs till säsongen 2007/2008.
Trots att rykten cirkulerade i mars 2007 att Real Madrid var villiga att betala omkring 80 miljoner euro (54 miljoner pund) för Ronaldo, valde han att stanna i United och skrev den 13 april 2007 på ett nytt femårskontrakt med klubben som innebar 120 000 pund i veckan och gjorde honom till den högst betalade spelaren i lagets historia.

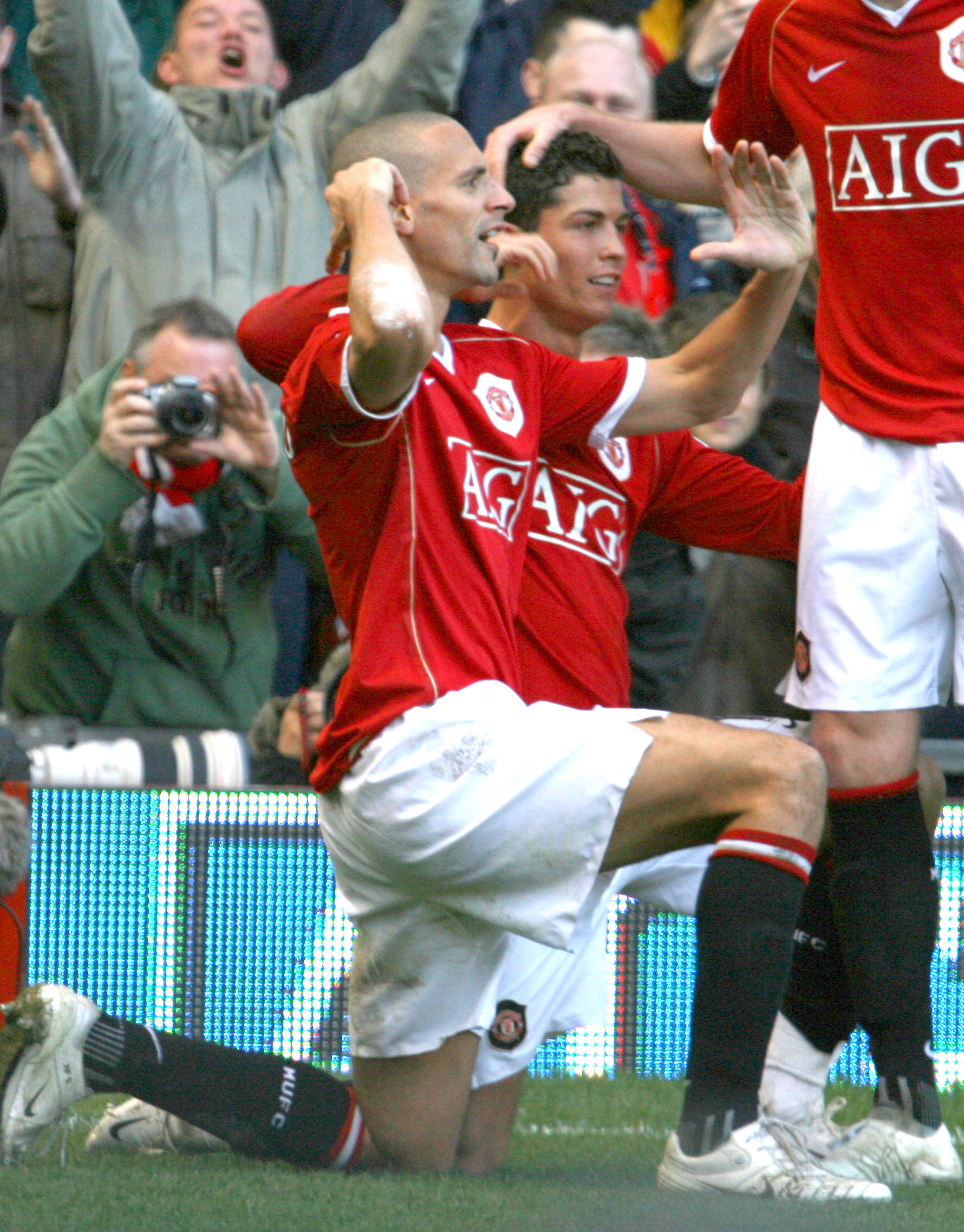
Ronaldo och Rio Ferdinand firar ett mål.

Säsongen 2007/2008 började för Ronaldo med ett rött kort efter en skallning på Portsmouths Richard Hughes under Uniteds andra match för säsongen. Han bestraffades med tre matchers avstängning. Ronaldo gjorde sedan det enda målet i en bortamatch mot Sporting Lissabon i Champions League och sköt även vinstmålet i returmötet i Manchester, vilket gjorde att United låg etta i gruppen. Efter sina framgångar med både klubb och landslag under året 2007 blev han nominerad till Ballon d'Or där han kom på andra plats i omröstningen med 277 poäng. Vinnaren blev Kaká på 444 poäng. När Fifa utsåg världens bästa fotbollsspelare år 2007 var Ronaldo återigen en av de tre spelare som blev nominerade. Där slutade han trea – Kaká vann även denna utmärkelse. 
Ronaldo gjorde sitt första hattrick för Manchester United i en 6–0-vinst mot Newcastle United på Old Trafford den 12 januari 2008, vilket ledde till att United klättrade upp till toppen av ligatabellen. I Champions League-finalen 2007/2008 den 21 maj 2008 mot ligarivalerna Chelsea gjorde Ronaldo matchens första mål efter 26 minuter. Chelsea kvitterade dock i den 45:e minuten och matchen slutade 1–1 efter övertid och tvingades att avgöras på straffar. I straffläggningen missade Ronaldo sin straff, vilket satte Chelsea i överläge, men John Terry halkade och missade även han, och Manchester United vann straffläggningen med 6–5. Ronaldo gjorde totalt 42 mål under säsongen 2007/2008, 31 av dem i Premier League, 8 i Champions League och 3 i FA-cupen. För sitt ihärdiga målgörande belönades han både med Ballon d'Or och guldskon och blev då den första yttermittfältaren som vunnit priset.
Efter säsongen 2007/2008 sades det att Ronaldo skulle vara på väg till den spanska klubben Real Madrid, men den 6 augusti satte Ronaldo själv stopp för den affären, när han berättade att han trivdes bra i Manchester United och ville stanna och vinna fler titlar med laget.

### Real Madrid

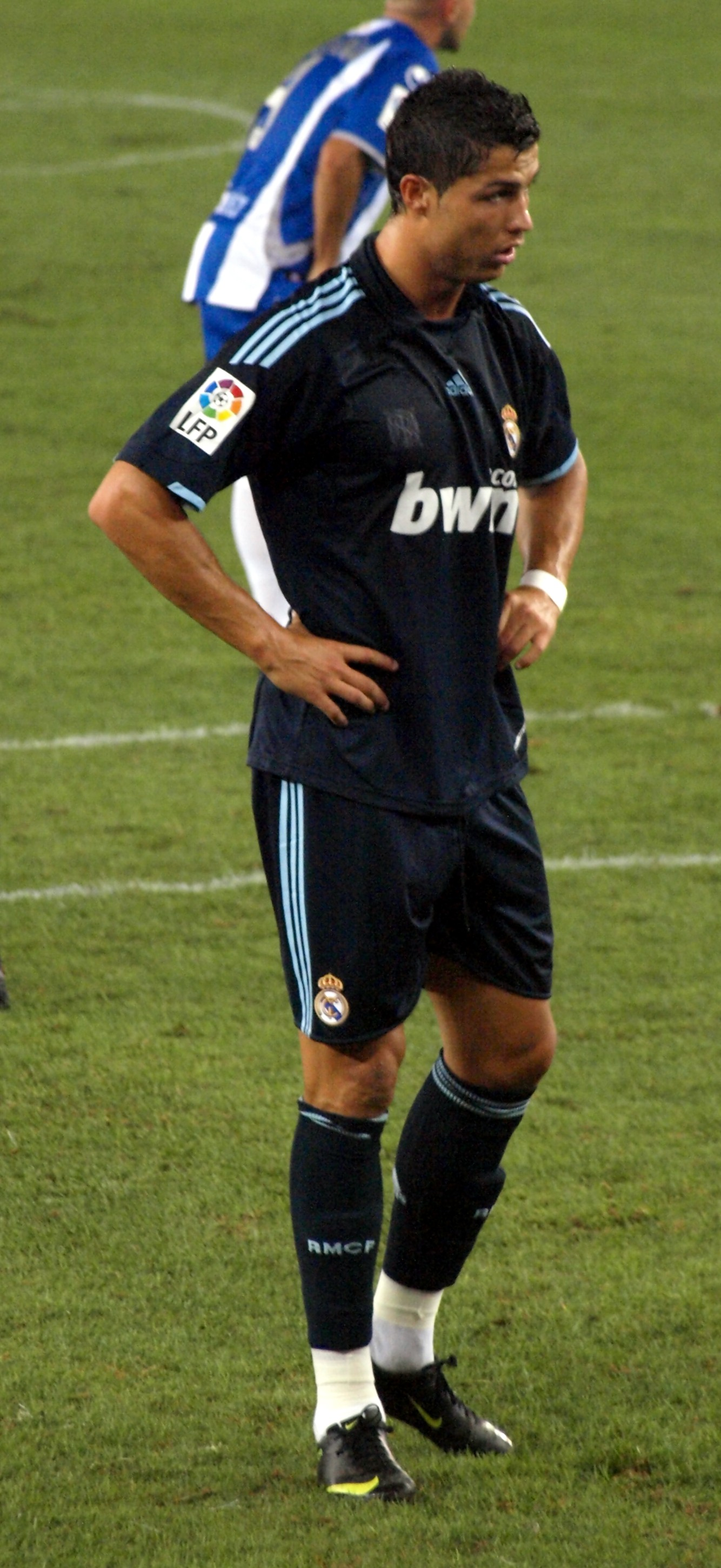
Cristiano Ronaldo.

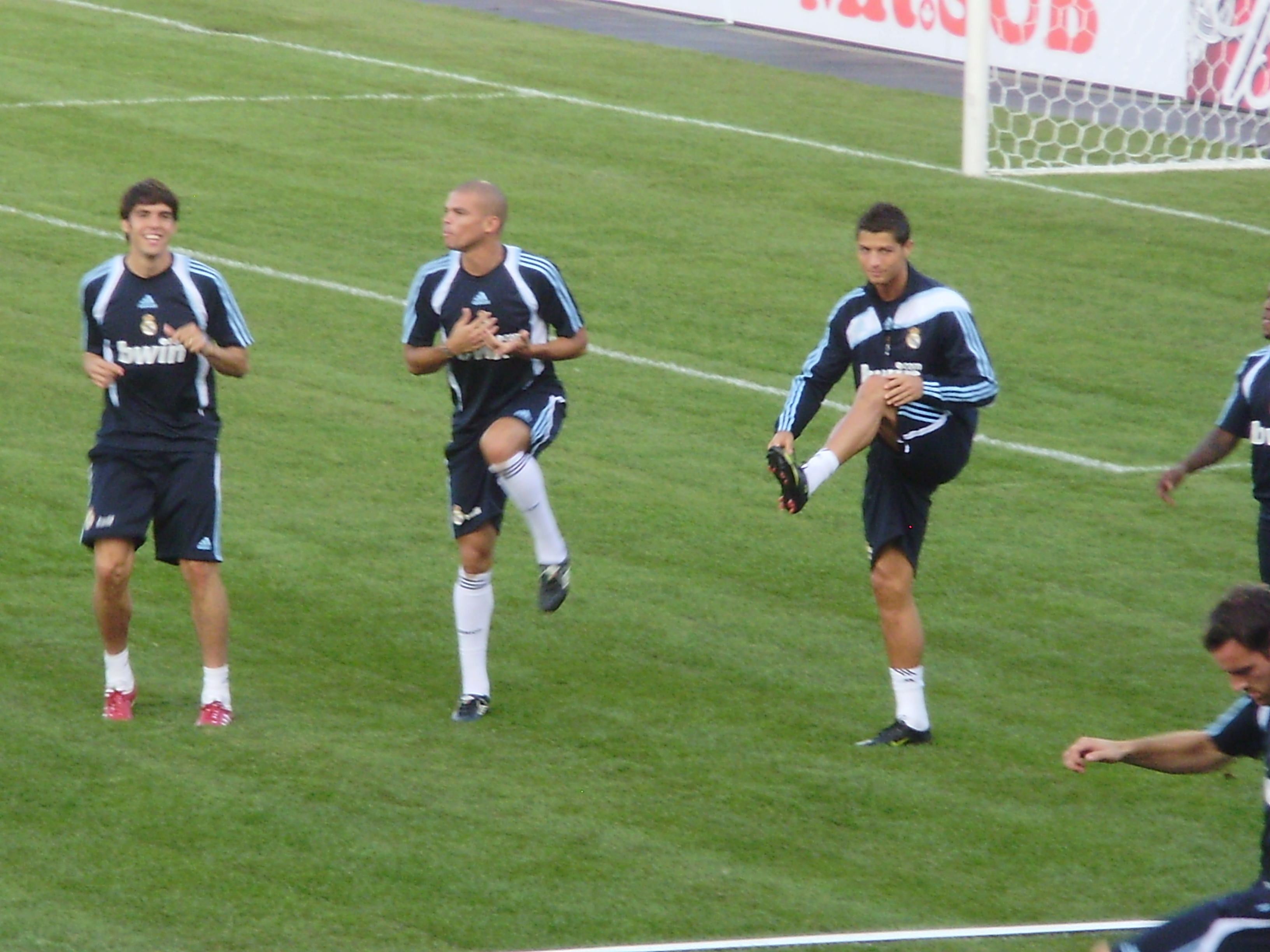
Ronaldo (till höger i bild) med Madrid-lagkamraterna Kaká (till vänster) och Pepe (i mitten) i Toronto.

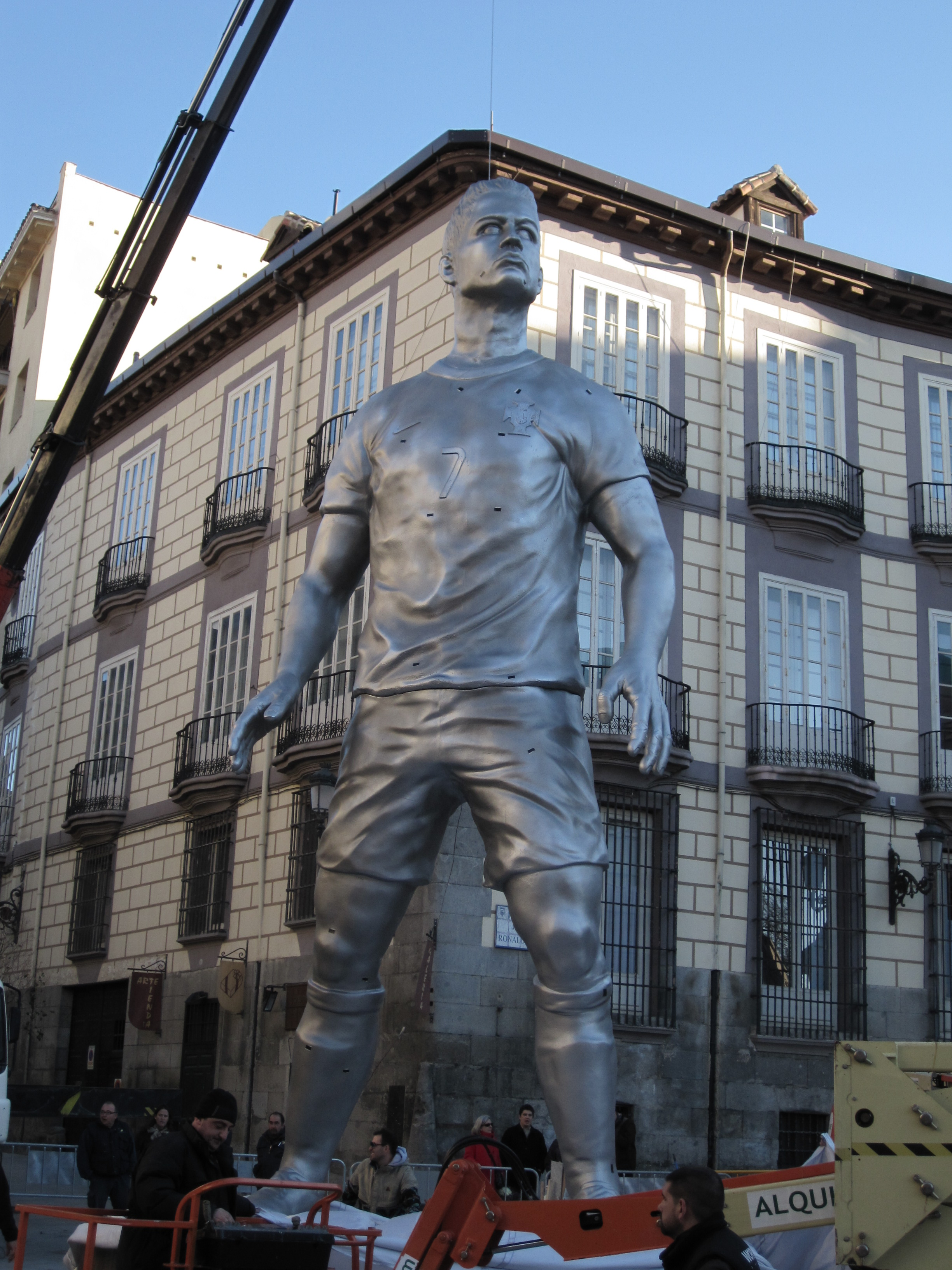
Ronaldostatyn vid Praça de Ronaldo, Madrid. Platsen heter egentligen Plaza de Ramales men omnämndes som Praça de Ronaldo för en dag vid avtäckningen av den 10 meter höga statyn.

I juni 2009 stod det klart att Manchester United hade accepterat ett rekordbud från Real Madrid på 80 miljoner pund (ca 1 miljard kronor) för Cristiano Ronaldo. Den 26 juni 2009 bekräftade Real Madrid att Ronaldo hade skrivit på ett sex år långt kontrakt som skulle börja gälla den 1 juli. Övergångssumman blev den högsta som dittills betalats för en fotbollsspelare. Ronaldo valde tröjnummer 9 då nummer 7, som han bar i Manchester United, bars av Real Madrids lagkapten Raúl, och nummer 17, som Ronaldo hade i det portugisiska landslaget, bars av Ruud van Nistelrooy. Enligt obekräftade uppgifter skulle Ronaldo tjäna cirka 2,7 miljoner i veckan i den spanska klubben med en 25-procentig löneökning varje säsong.
Klockan 21.00 svensk tid den 6 juli hälsades Ronaldo välkommen på Santiago Bernabéu-stadion i Madrid av närmare 80 000 åskådare. Ronaldo berättade att han var glad för flytten och förklarade för fansen och TV-tittarna att det hade varit en dröm sedan barnsben att spela för Real Madrid. Under de två första timmarna efter presentationen såldes 15 Ronaldo–tröjor i minuten, till ett sammanlagt värde av cirka 1,70 miljoner kronor (då en matchtröja kostar runt 940 kronor).

#### Säsongen 2009/10
Den 28 juli 2009 gjorde Ronaldo sitt första mål för Real Madrid på straff i en träningsmatch mot ecuadorianska LDU Quito som Real Madrid vann med 4–2 i försäsongsturneringen Peace Cup. Den 29 augusti 2009 spelade Ronaldo sin första La Liga-match och gjorde mål på straff mot Deportivo La Coruña när Real Madrid vann med 3–2. Han gjorde även mål i sin andra ligamatch, mot Espanyol, efter att ha kommit in som avbytare för Karim Benzema i den 66:e minuten. I Real Madrids gruppspelsmatch i Champions League mot FC Zürich på bortaplan den 15 september gjorde Ronaldo två mål på frisparkar. Real Madrid vann matchen med 5–2 efter att Raúl, Higuaín och Guti även hade gjort mål. När Real Madrid besegrade Xerez med 5–0 den 20 september stod Ronaldo återigen för två mål, varav det första kom redan efter 45 sekunder. Det blev även mål för Ronaldo i ligamatchen mot Villarreal den 23 september. Hans svit att göra mål i alla ligamatcher bröts i matchen mot Tenerife den 26 september. I en ligamatch mot Mallorca den 5 maj 2010 gjorde Ronaldo sitt första hattrick i Real Madrid. När Raul lämnade Real Madrid sommaren 2010 var det Ronaldo som fick ta över tröjnummer 7.

#### Säsongen 2010/11
Ronaldo gjorde 4 mål mot Racing Santander den 23 oktober 2010, när Real Madrid vann med 6–1.
Den 16 april 2011 gjorde Ronaldo sitt första mål på straff mot Barcelona i en match i ligan. Matchen slutade 1–1 mellan rivalerna, och det bröt Real Madrids svit mot Barcelona. Den 20 april 2011 gjorde Ronaldo matchens enda mål mot Barcelona i finalen av spanska cupen, i och med det vann Real Madrid spanska cupen efter 18 år. Säsongen 2010/2011 gjorde Ronaldo 40 mål av Reals 102 mål i La Liga, och han gjorde totalt 53 mål under hela säsongen.

#### Säsongen 2011/12
Säsongen 2011/2012 vann Ronaldo ligan med Real Madrid med 7 poängs marginal från tvåan Barcelona. Ronaldo avgjorde det andra El Clásicot i ligan när han stod för 2–1 målet på Camp Nou. Den matchen avgjorde på sätt och vis ligan. Matchen därpå mot Atletic Bilbao vann Real Madrid med 3–0. Ronaldo stod för ett nickmål, den matchen satte punkt för att Real Madrid hade vunnit La Liga 2011/2012. Ronaldo stod för totalt 46 mål i ligan och slog nytt personligt rekord, men han kom ändå tvåa i skytteligan med 4 mål bakom Lionel Messi som stod för 50 mål. 

#### Säsongen 2013/14
Under säsongen 2013/2014 vann Ronaldo Copa del Rey och Champions League med Real Madrid, den sistnämnda gjorde att Real Madrid vann sin tionde Champions League-titel, även kallad "La Decima". Ronaldo vann även skytteligan med 17 gjorda mål, vilket är rekord för antal mål i en Champions League-turnering. Han kom även på en delad förstaplats med Messi i assistligan, med sex gjorda assist.

## Landslagskarriär

### EM 2004
Ronaldo debuterade för det portugisiska landslaget i augusti 2003, i en 1–0-vinst mot Kazakstan. Sitt stora internationella genombrott fick han i EM 2004 på hemmaplan, där han stod för två mål och två assist sammanlagt, ett mål mot Grekland (som vann turneringen) i gruppspelet och ett mål i semifinalen mot Nederländerna. Han blev även uttagen till turneringens lag. Samma år representerade han även Portugal i sommar-OS 2004.

### VM 2006

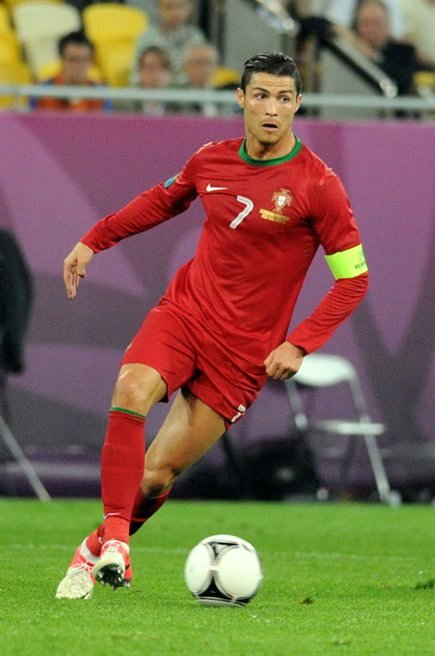
Ronaldo i landslaget i en match mot Tyskland.

Ronaldo gjorde näst flest mål (7) i kvalet till VM 2006 i Tyskland, och gjorde sitt första VM-mål mot Iran på en straff.
Under en kvartsfinalmatch mot England den 1 juli 2006 blev Wayne Rooney, Ronaldos lagkamrat i Manchester United, utvisad för att ha stampat försvararen Ricardo Carvalho på foten. Engelsk media spekulerade i att Ronaldo hade påverkat domaren Horacio Elizondos beslut genom att klaga aggressivt, varefter han sågs blinka till den portugisiska bänken efter Rooneys utvisning. Efter matchen försäkrade Ronaldo att Rooney var en vän och att han inte hade pressat Elizondo att utvisa Rooney. Den 4 juli klargjorde Elizondo att det röda kortet berodde på Rooneys stampning och inte på Ronaldos synpunkter på det.
Den arga reaktionen från engelsk press gjorde att Ronaldo funderade på att lämna United. Han berättade till det spanska sportmagasinet Marca att han önskade flytta till Real Madrid. Som svar på spekulationen skickade Sir Alex Ferguson den assisterande portugisiske tränaren Carlos Queiroz att prata med Ronaldo i hopp om att han skulle ändra sig. Ronaldo valde slutligen att stanna i United och skrev på ett nytt femårigt kontrakt i april 2007.
Dagen efter sin tjugoandra födelsedag var Ronaldo lagkapten för Portugal för första gången, i en vänskapsmatch mot Brasilien den 6 februari 2007.

### EM 2008
Ronaldo gjorde åtta mål i kvalet till EM 2008, men lyckades bara göra ett mål i turneringen fram till Portugal slogs ut i kvartsfinalen. Portugal slogs ut av Tyskland som slutade tvåa i turneringen. Cristiano Ronaldo och Portugal fick kritik efter sina insatser i EM.

### VM 2010
Ronaldo var med i VM 2010 för Portugal. Under turneringen gjorde han ett mål – mot Nordkorea då Portugal vann med 7–0 – turneringens största vinst. Portugal tog sig till åttondelsfinal och fick där möta Spanien, men förlorade med 0–1 efter mål av David Villa.

### EM 2012
Ronaldo gjorde tre mål under hela EM-turneringen – två mot Nederländerna och ett mot Tjeckien. Portugal kom tvåa i gruppen efter Tyskland. Ronaldo och Portugal tog sig till semifinal, där de mötte Spanien. Matchen gick till straffläggning, en som Portugal förlorade och i vilken Ronaldo ej deltog. Portugal slutade 3:a tillsammans med Tyskland.

### VM 2022
Den 1 september, då Portugal hemmabesegrade Irland med 2–1 i kvalmatchen på Estádio Algarve i Algarve, noterades Cristiano Ronaldo för bägge portugisiska målen och blev därmed ensam om att ha gjort flest landskampsmål genom tiderna, 111 stycken.
I VM 2022 slogs Portugal ut i kvartsfinal. I och med sitt mål mot Ghana, blev Ronaldo först i historien att göra mål i fem olika världsmästerskap. Under turneringen gjorde Ronaldo ett mål.

## Spelstil
Cristiano Ronaldo är en dribblingsskicklig spelare. Han är vidare mycket snabb, bra huvudspelare och en mycket skicklig skytt, framför allt vid frisparkar och straffar. Med tanke på att Ronaldo inte spelar som centerforward är han extremt målfarlig, vilket till exempel visades genom att han säsongen 2010/2011 blev den andra spelaren efter Lionel Messi att slå Hugo Sanchez och Telmo Zarras rekordnotering på 38 ligamål i La Liga under en säsong.[källa behövs] Under säsongen 2011/2012 hade Ronaldo fram till 22 mars gjort 33 mål. Ronaldo avslutade ligasäsongen med 46 mål, en makalös siffra men som ändå inte räckte till skytteligaseger då Lionel Messi gjorde 50 mål. Real Madrid vann ändå ligan.

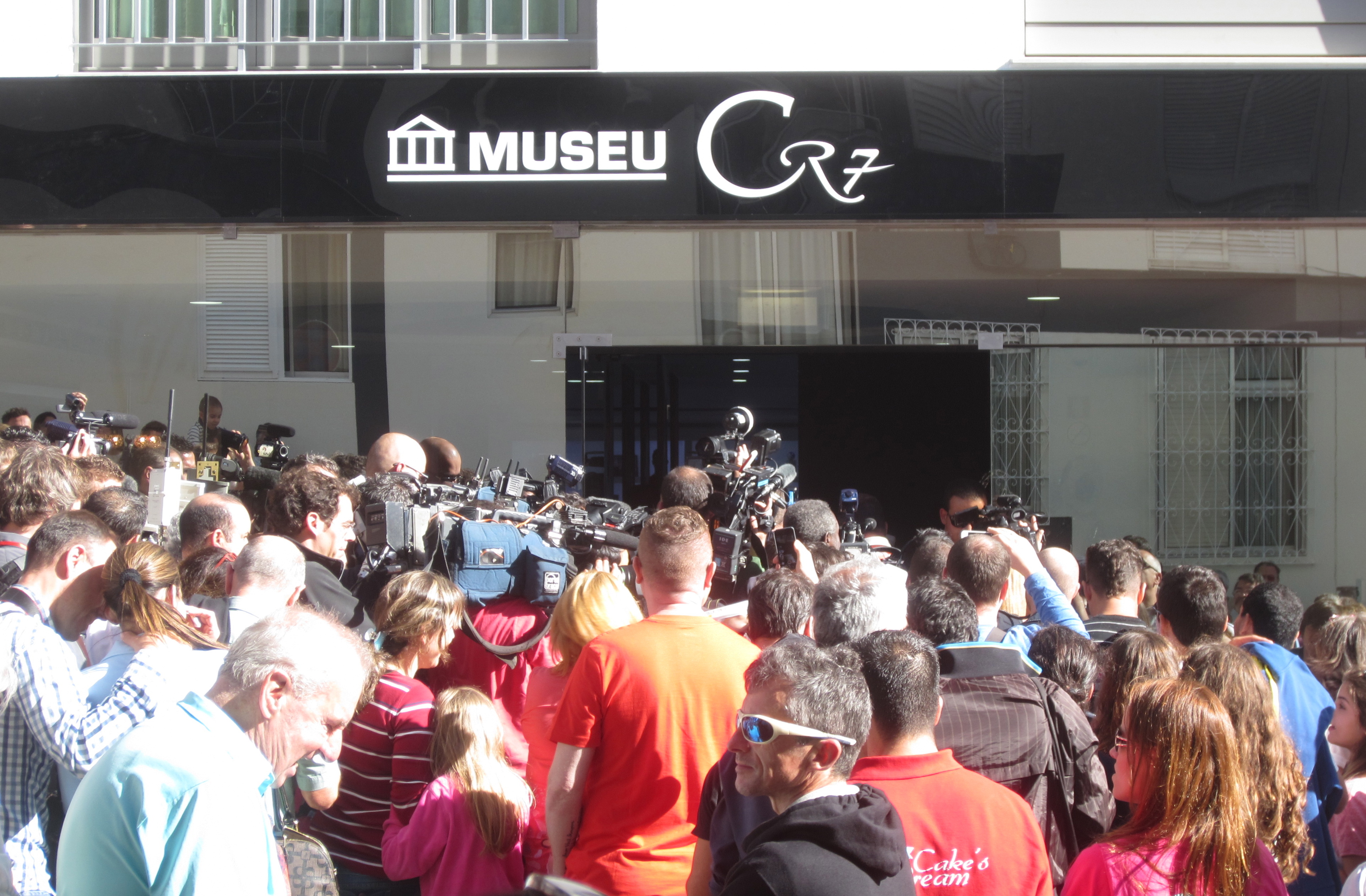
Öppnandet av Cristiano Ronaldos museum, "Museu CR7", i Funchal, Madeira den 15 december 2013.

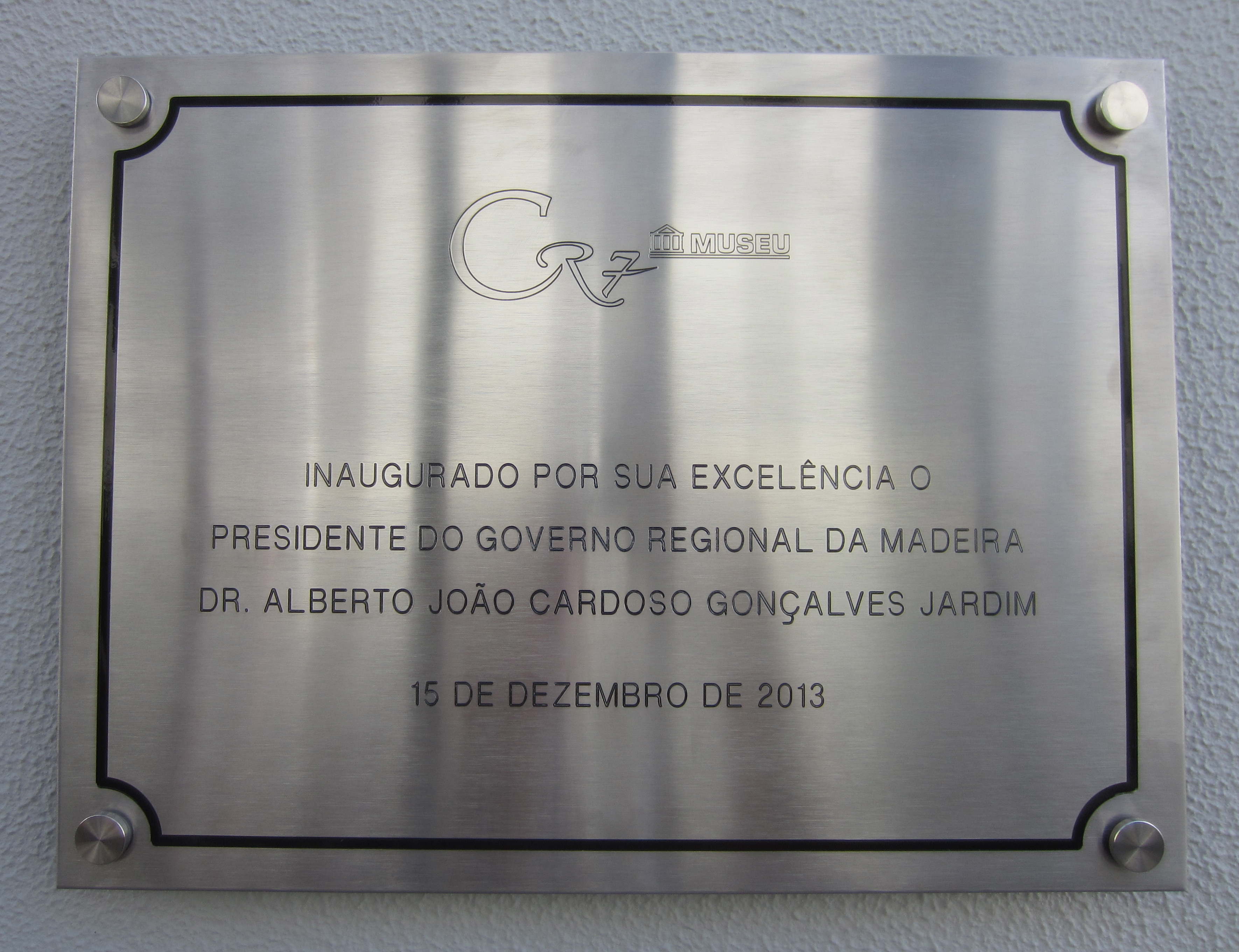
Plakett i Funchal vid museet "CR7" – Cristiano Ronaldo med tröja nummer 7.

## Media
I december 2013 medverkade Ronaldo vid premiärvisningen av museet Museu CR7, som skapats i hemstaden Funchal på Madeira. Museet invigdes av regionen Madeiras president Alberto João Jardim. De utställda föremålen är pokaler, medaljer, minnessaker och ett stort antal foton samt en avbild i vax i naturlig storlek. Hans fotbollsagent heter Jorge Mendes.

## Privatliv
Cristiano Ronaldos är son till José Dinis Aveiro och Maria Dolores dos Santos Aveiro. Fadern dog när Ronaldo var 19 år. Han har en äldre bror, Hugo, och två äldre systrar, Elma och Liliana Cátia.
I juli 2010 meddelade Ronaldo att han hade fått en son, Cristiano Jr. Ronaldo. Moderns identitet hölls dock hemlig och han har ensam vårdnad om barnet. I juni 2017 födde en surrogatmamma Ronaldos tvillingar Eva och Mateo. I november 2017 födde Ronaldos flickvän Georgina Rodríguez hans fjärde barn Alana Martina. Den 18 april 2022 födde hon tvillingar, Angél och Bella Asmeralda, men Angél dog vid födseln.

### Kontroverser
Cristiano Ronaldo har, liksom flera andra elitfotbollsspelare, anklagats eller fällts för skattebrott. Ronaldo har både 2017 och 2019 åtalats i spansk domstol för skatteflykt. Efter domen 2017 dömdes Ronaldo till att böta motsvarande knappt 70 miljoner svenska kronor. I januari föll en ny skattedom, varvid Ronaldo dömdes till att betala knappt 195 miljoner svenska kronor i böter för uteblivna skatteinbetalningar. Genom böterna 2019 undvek han ett 23 månader långt fängelsestraff.

## Karriärstatistik

### Klubblag
| Klubb                                                 | Säsong            | Inhemsk liga      | Inhemsk liga | Inhemsk liga | Nat. täv. | Nat. täv. | Internat. täv. | Internat. täv. | Totalt | Totalt |
| Klubb                                                 | Säsong            | Serie             | SM           | Mål          | SM        | Mål       | SM             | Mål            | SM     | Mål    |
| ----------------------------------------------------- | ----------------- | ----------------- | ------------ | ------------ | --------- | --------- | -------------- | -------------- | ------ | ------ |
| Sporting Lissabon                                     | 2002–03           | Primeira Liga     | 25           | 3            | 3         | 2         | 1+2            | 0+0            | 31     | 5      |
| Sporting Lissabon                                     | Totalt i klubblag | Totalt i klubblag | 25           | 3            | 3         | 2         | 3              | 0              | 31     | 5      |
| Manchester United                                     | 2003–04           | Premier League    | 29           | 4            | 5+1       | 2+0       | 5              | 0              | 40     | 6      |
| Manchester United                                     | 2004–05           | Premier League    | 33           | 5            | 7+2       | 4+0       | 8              | 0              | 50     | 9      |
| Manchester United                                     | 2005–06           | Premier League    | 33           | 9            | 2+4       | 0+2       | 8              | 1              | 47     | 12     |
| Manchester United                                     | 2006–07           | Premier League    | 34           | 17           | 7+1       | 3+0       | 11             | 3              | 53     | 23     |
| Manchester United                                     | 2007–08           | Premier League    | 34           | 31           | 3+0+1     | 3+0+0     | 11             | 8              | 49     | 42     |
| Manchester United                                     | 2008–09           | Premier League    | 33           | 18           | 2+4       | 1+2       | 12+2           | 4+1            | 53     | 26     |
| Manchester United                                     | Totalt i klubblag | Totalt i klubblag | 196          | 84           | 39        | 17        | 57             | 17             | 292    | 118    |
| Real Madrid                                           | 2009–10           | La Liga           | 29           | 26           | 0         | 0         | 6              | 7              | 35     | 33     |
| Real Madrid                                           | 2010–11           | La Liga           | 34           | 40           | 8         | 7         | 12             | 6              | 54     | 53     |
| Real Madrid                                           | 2011–12           | La Liga           | 38           | 46           | 5+2       | 3+1       | 10             | 10             | 55     | 60     |
| Real Madrid                                           | 2012–13           | La Liga           | 34           | 34           | 7+2       | 7+2       | 12             | 12             | 55     | 55     |
| Real Madrid                                           | 2013–14           | La Liga           | 30           | 31           | 6         | 3         | 11             | 17             | 47     | 51     |
| Real Madrid                                           | 2014–15           | La Liga           | 35           | 48           | 2+2       | 1+0       | 12+3           | 10+2           | 54     | 61     |
| Real Madrid                                           | 2015–16           | La Liga           | 36           | 35           | 0         | 0         | 11             | 16             | 47     | 51     |
| Real Madrid                                           | Totalt i klubblag | Totalt i klubblag | 236          | 260          | 34        | 24        | 77             | 80             | 347    | 364    |
| Antal matcher och mål är korrekt per den 14 maj, 2016 |                   |                   |              |              |           |           |                |                |        |        |

## Meriter

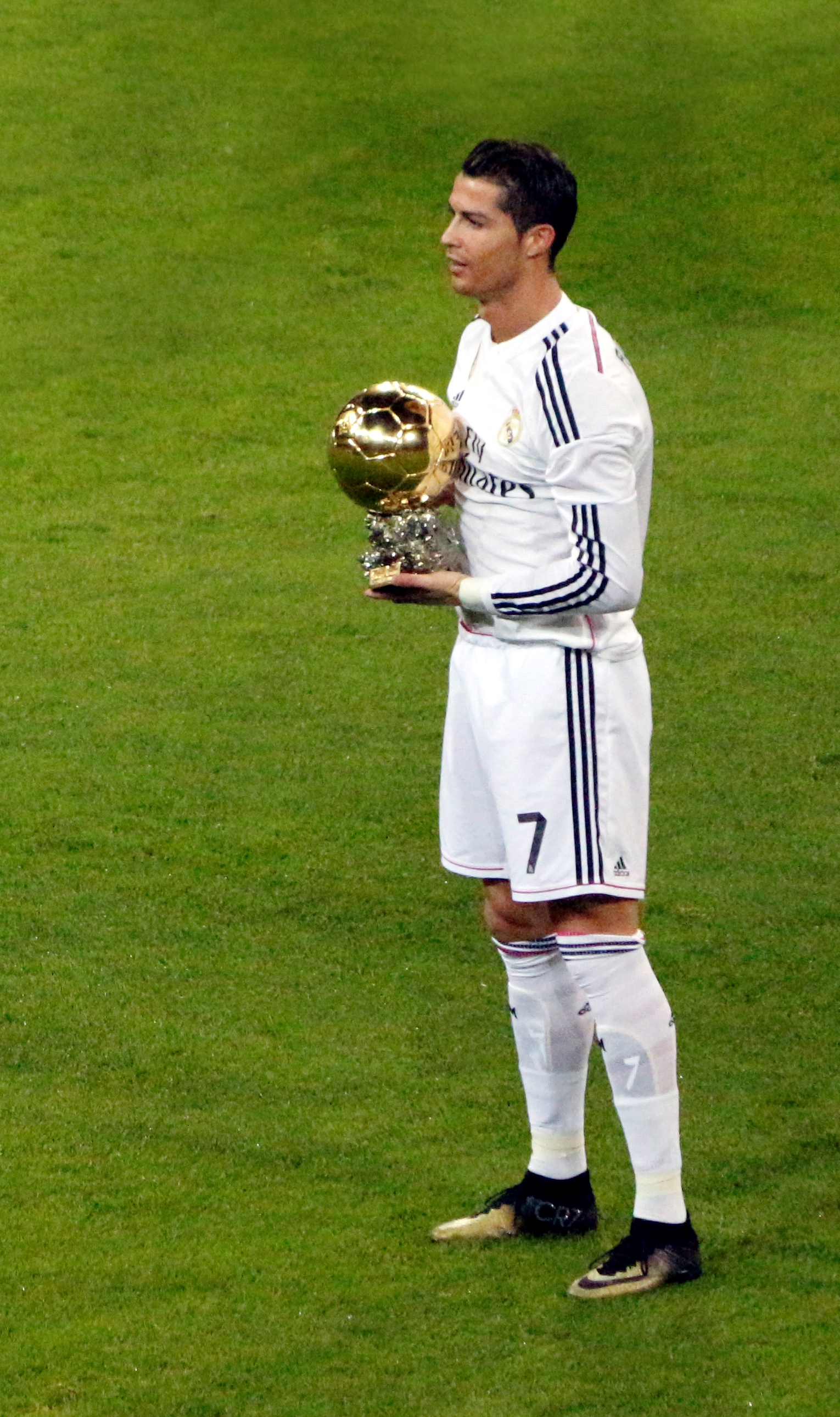
Cristiano Ronaldo med sin tredje Ballon d'Or 2015.

### Manchester United
- Premier League: 2006/2007, 2007/2008, 2008/2009
- Uefa Champions League: 2007/2008
- FA-Cupen: 2003/2004
- Engelska ligacupen: 2005/2006, 2008/2009
- FA Community Shield: 2006, 2007
- VM för klubblag: 2008

### Real Madrid
- La Liga: 2011/2012, 2016/2017
- Uefa Champions League: 2013/2014, 2015/2016, 2016/2017, 2017/2018
- Spanska cupen: 2010/2011, 2013/2014
- Spanska supercupen: 2012, 2017
- Uefa Super Cup: 2014, 2016 (i kavaj, skadad), 2017
- VM för klubblag: 2014, 2016, 2017

### Juventus
- Serie A: 2018/2019, 2019/2020
- Italienska supercupen: 2018/2019, 2020/2021
- Coppa Italia: 2020/2021

### Individuellt
- EM 2004: säsongens lag
- Fifpro Special Young Player of the Year: 2004/2005, 2005/2006
- Portuguese Footballer of the Year: 2006/2007
- PFA Young Player of the Year: 2006/2007
- PFA Players' Player of the Year: 2006/2007, 2007/2008
- PFA Fans' Player of the Year: 2006/2007, 2007/2008
- PFA Premier League Team of the Year: 2005/2006, 2006/2007, 2007/2008
- Football Writers' Association Footballer of the Year: 2006/2007, 2007/2008
- Barclays Player of the Season: 2006/2007, 2007/2008
- Premier League Player of the Month: november–december 2006, januari 2008, mars 2008
- Barclays Golden Boot: 2007/2008
- Barclays Merit Award: 2007/2008
- Guldskon: 2007/2008, 2010/2011, 2013/2014, 2014/2015
- Uefa Club Football Awards – Best Forward: 2007/2008
- Uefa Club Footballer of the Year: 2007/2008
- Fifpro World Player of the Year: 2007/2008
- Ballon d'Or: 2008, 2013, 2014, 2016, 2017
- Fifa Puskás Award: 2009
- Trofero De Alfredo Di Stefano: 2012, 2013, 2014
- Fifa World XI Team (Fifas Världslag): 2007, 2008, 2009, 2010, 2011, 2012, 2013, 2014, 2015
- Uefa Team of the Year: 2004, 2007, 2008, 2009, 2010, 2011, 2012, 2013, 2014, 2015
- Uefa Player of the year: 2013/2014

### Portugal
- EM i fotboll: 2004 (silver)
- VM i fotboll: 2006 (4:e plats)
- EM i fotboll: 2008 (kvartsfinal)
- VM i fotboll: 2010 (åttondelsfinal)
- EM i fotboll: 2012 (semifinal)
- VM i fotboll: 2014 (gruppspel)
- EM i fotboll: 2016 (guld)
- VM i fotboll: 2018 (åttondelsfinal)
- Uefa Nations League: 2018/2019 (guld)
- EM i fotboll: 2020 (åttondelsfinal)
- VM i fotboll: 2022 (kvartsfinal)

## Bilder

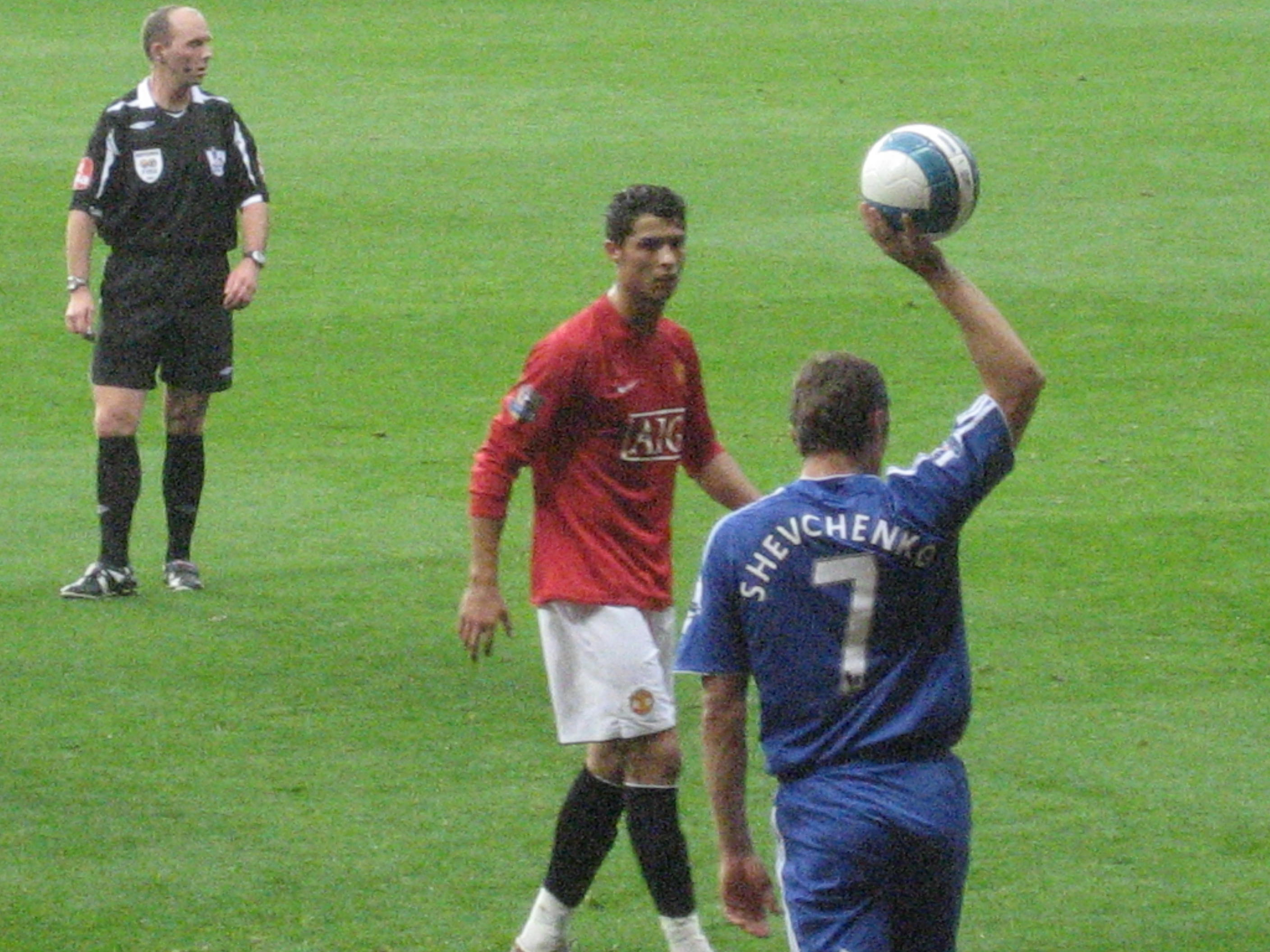
Ronaldo och Sjevtjenko (Chelsea)
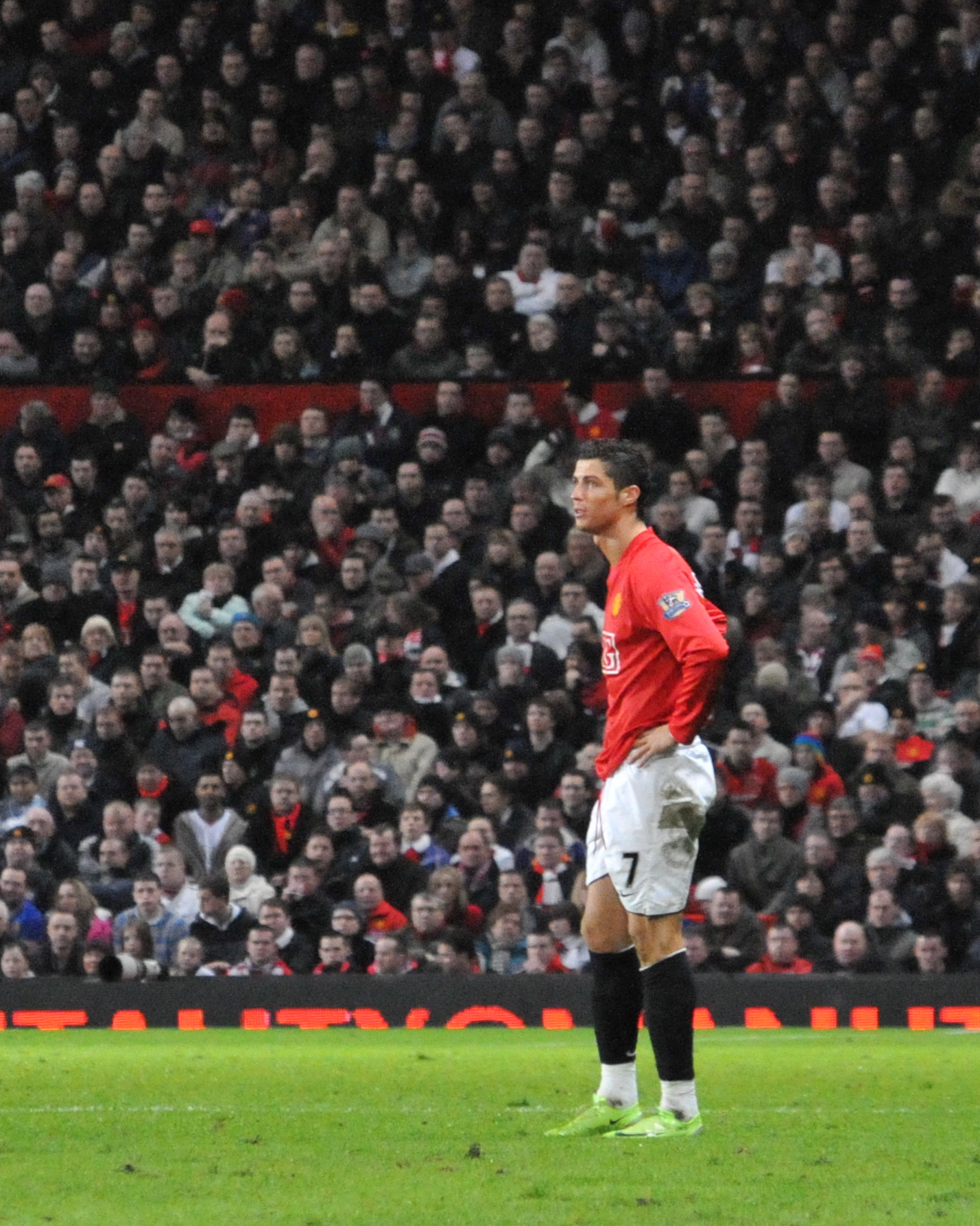
Ronaldo
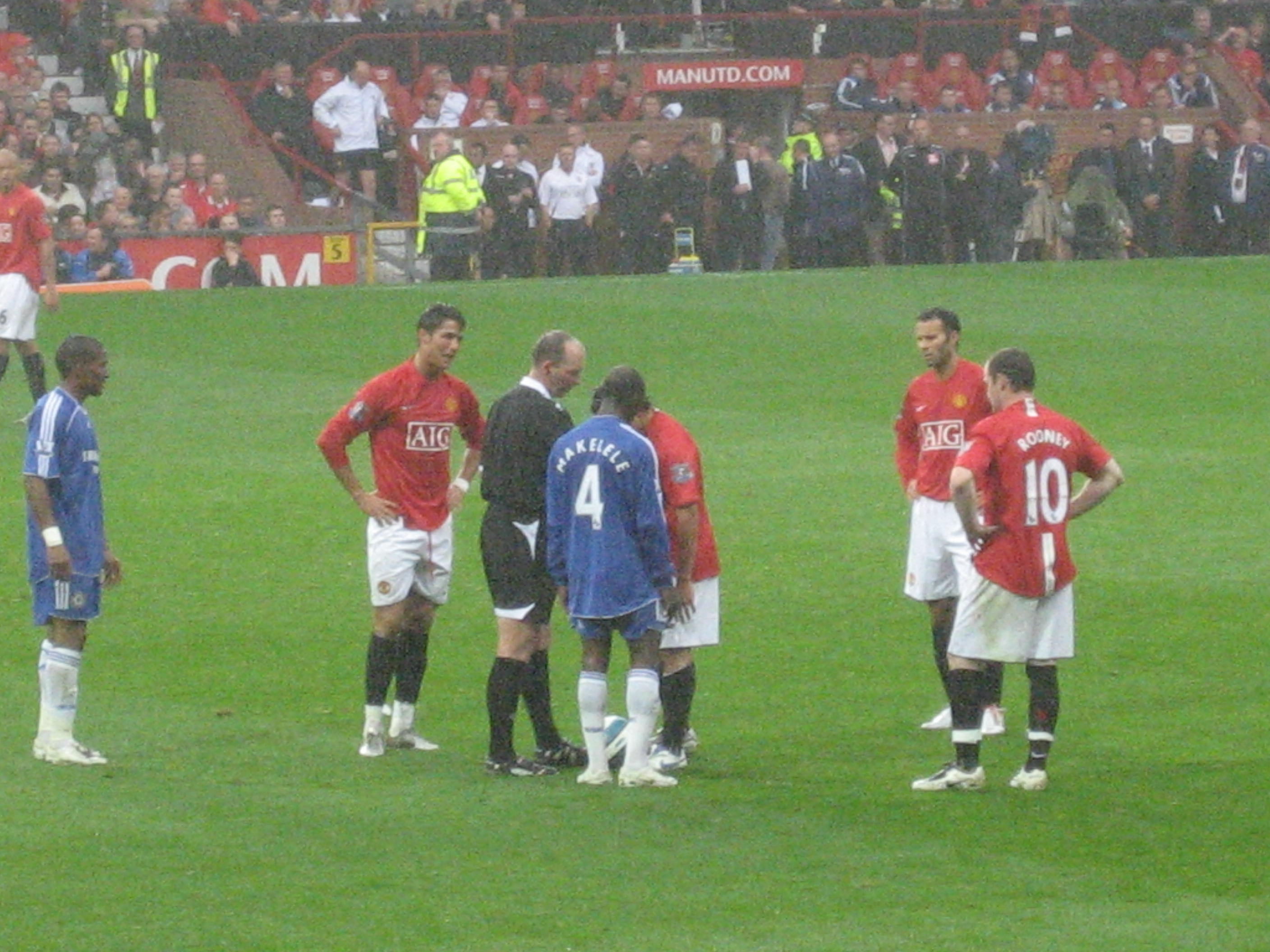
Ronaldo i en match mot Chelsea
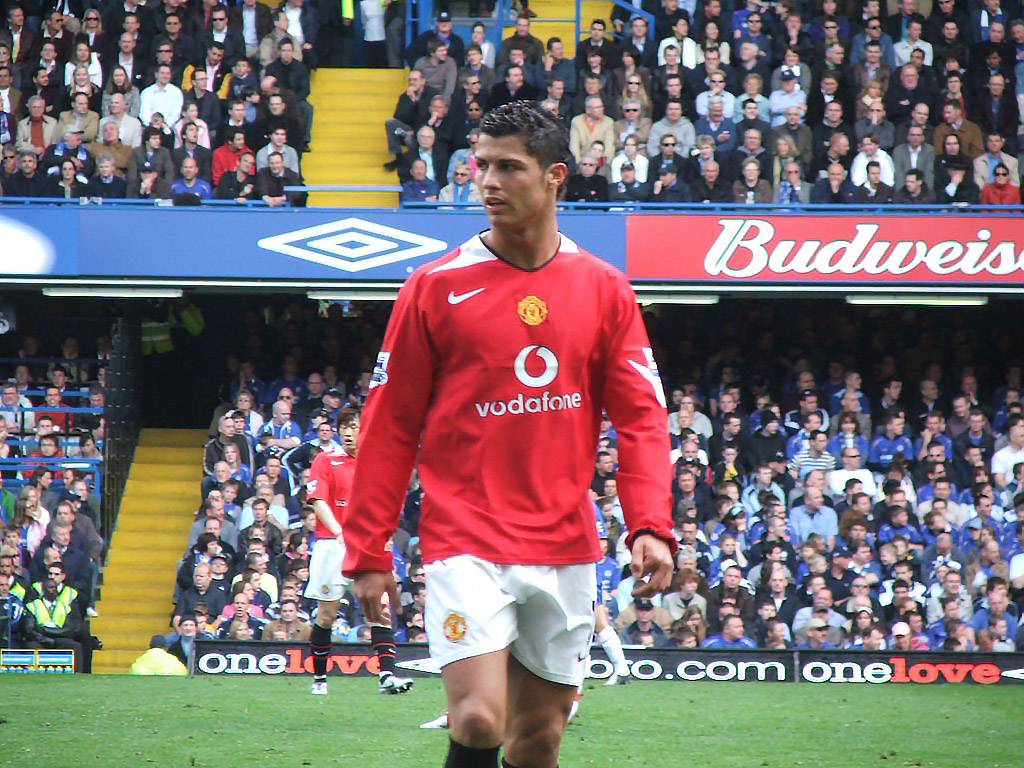
Ronaldo i en match mot Chelsea
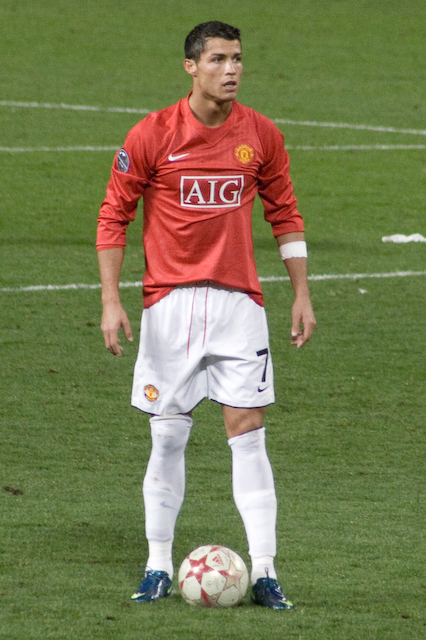
Ronaldo
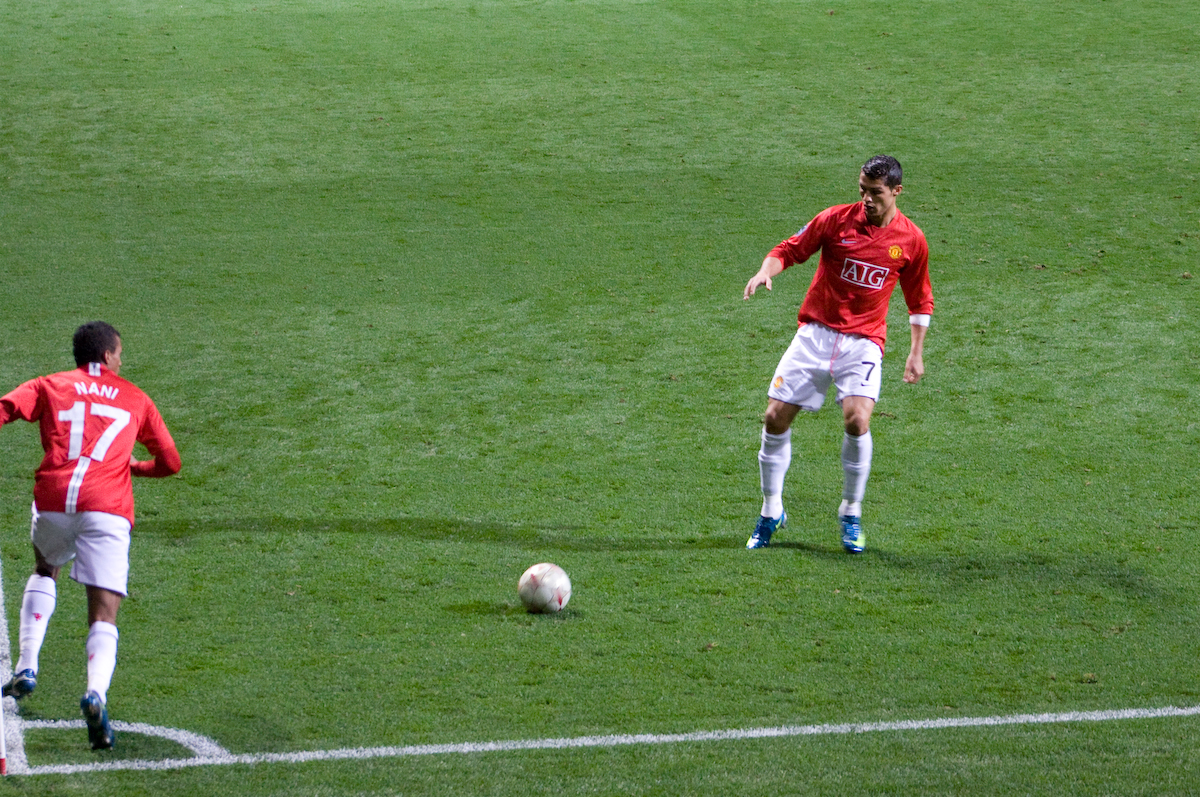
Nani och Ronaldo
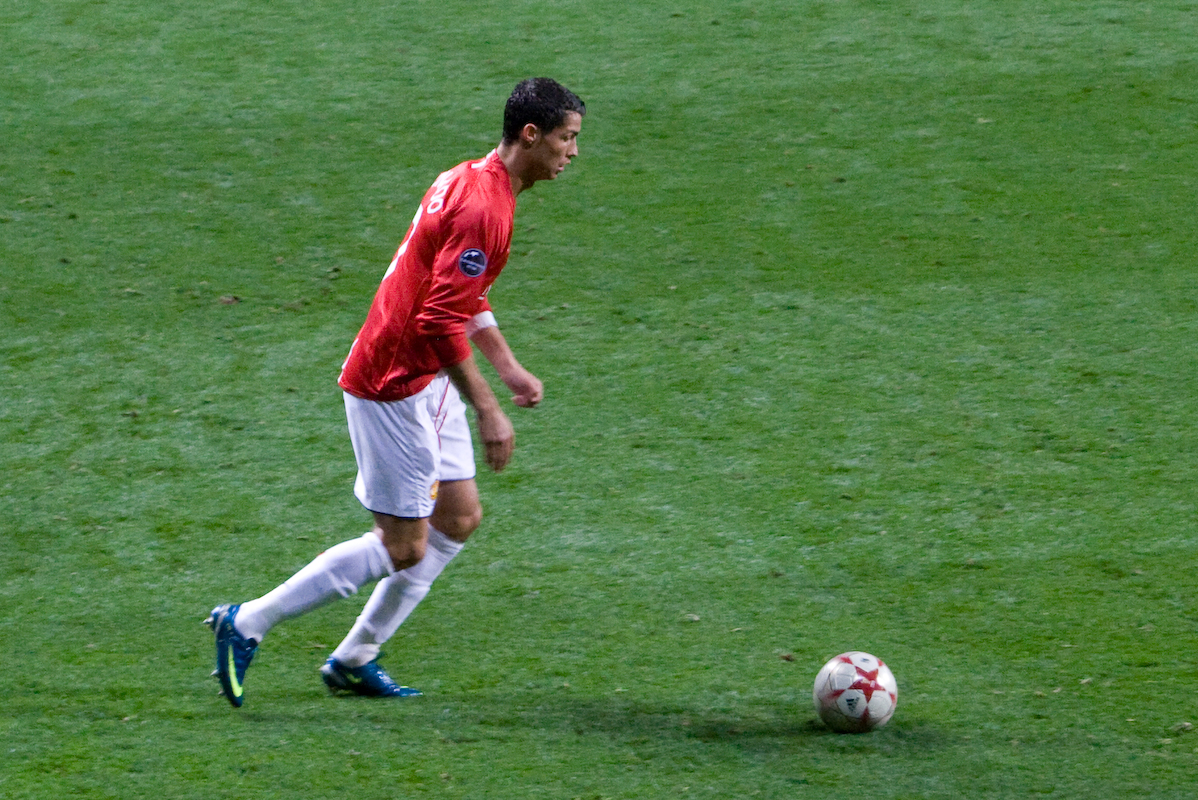
Frispark från Ronaldo
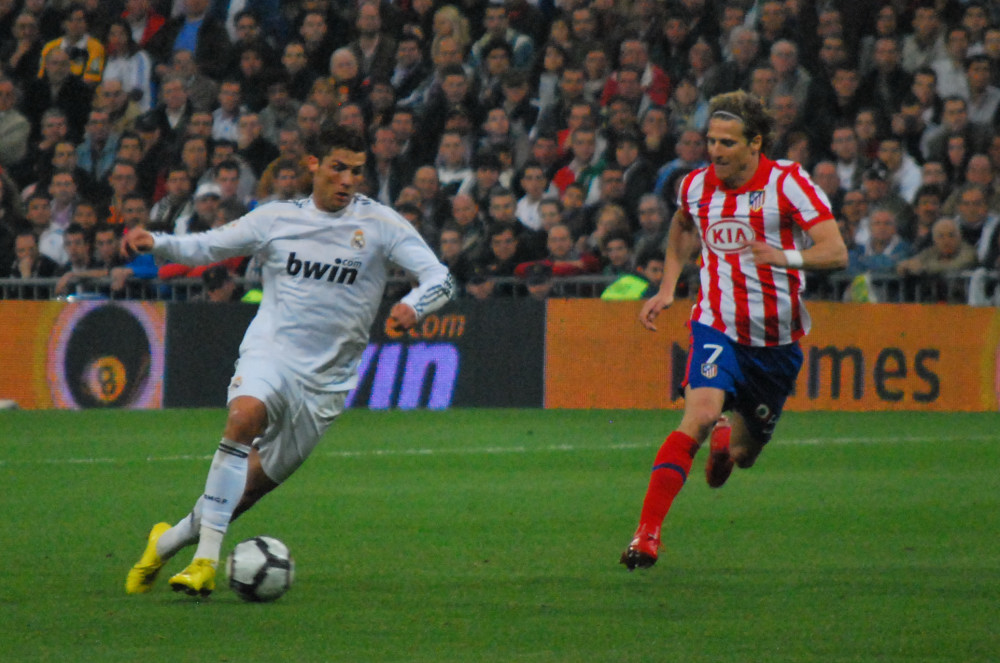
Ronaldo för Real Madrid

## Vidareläsning
- Balagué, Guillem (2015). Cristiano Ronaldo: The Biography. Orion. ISBN 978-1409155041.